# 이스 X: 노딕스
《이스 X: 노딕스》는 니혼 팔콤이 제작한 2023년 액션 롤플레잉 게임이다. 《이스》 시리즈의 열 번째 본편 게임으로 플레이스테이션 4, 플레이스테이션 5 및 닌텐도 스위치 플랫폼으로 개발돼 아시아 지역에서 2023년 9월 23일 출시됐다.
《이스 II》의 사건 후를 배경으로 주인공 아돌이 오벨리아만에서 모험하는 이야기를 그렸다. 전작 《이스 IX: 몬스트럼 녹스》을 바탕으로 전투 시스템을 개량해 플레이어와 동료가 상황에 맞춰 공방하는 '크로스 액션' 시스템이 소개됐다. 그 외 바다를 탐험하는 함선조작기능이 추가됐다.

## 출시
2024년 3월 14일, 클라우디드 레오퍼드 엔터테인먼트가 개발한 마이크로소프트 윈도우 이식판이 스팀으로 출시됐다. 한국어, 간체중문 및 번체중문을 지원한다. 그 외 서양 지역에선 NIS 아메리카가 개발한 별도의 윈도우 이식판이 스팀과 에픽게임즈 스토어로 발매됐다.

### 내용주
1. ↑  영어: Ys X: Nordics, 일본어: イースX -NORDICS-
2. ↑  Based on 29 critic reviews.
3. ↑  Based on 58 critic reviews.

### 참조주
1. ↑  “Steam®용 소프트웨어 『이스 X -노딕스- 무삭제판』 2024년 3월 14일 발매 결정!”. 《www.cloudedleopardent.com》. 클라우디드 레오퍼드 엔터테인먼트. 2024년 1월 27일. 2024년 2월 16일에 확인함.
2. ↑  “Ys X: Nordics coming west this fall for PS5, PS4, Switch, and PC”. 《게마츠》. 2024년 2월 14일. 2024년 2월 16일에 확인함.
3. ↑  “Ys X: Nordics”. 《Metacritic》. 2024년 10월 16일에 확인함.
4. ↑  “Ys X: Nordics”. 《OpenCritic》. 2024년 10월 16일에 확인함.
5. ↑  Rettka, Steven (2024년 10월 26일). “Test: Für 40 tolle RPG-Stunden mit Ys X Nordics akzeptieren wir so einiges”. 《GameStar》. 2024년 10월 26일에 확인함.
6. ↑  Shive, Chris (2024년 10월 14일). “Review: Ys X: Nordics”. 《Hardcore Gamer》. 2024년 10월 14일에 확인함.
7. ↑  Vogel, Mitch (2024년 10월 14일). “Ys X: Nordics Switch (2024)”. 《Nintendo Life》. 2024년 10월 14일에 확인함.
8. ↑  Rairdin, John (2024년 10월 14일). “Ys X: Nordics (Switch) Review”. 《Nintendo World Report》. 2024년 10월 14일에 확인함.
9. ↑  Costa, Ryan (2024년 10월 23일). “Ys X: Nordics Review”. 《RPGamer》. 2024년 10월 26일에 확인함.